# Archichlora alophias
Archichlora alophias är en fjärilsart som beskrevs av Claude Herbulot 1954. Archichlora alophias ingår i släktet Archichlora och familjen mätare. Inga underarter finns listade i Catalogue of Life.